# Thompson Twins
Thompson Twins – popularna brytyjska grupa muzyczna, najbardziej aktywnie działająca w latach 80. Zespół powstał w kwietniu 1977 roku, a został rozwiązany w maju 1993. Nazwa zespołu została przyjęta na cześć dwójki detektywów, bohaterów popularnego komiksu Przygody Tintina.

## Początki
Pierwotnie w skład grupy wchodzili: Tom Bailey (urodzony 18 stycznia 1953, w Halifax, Yorkshire) (gitara basowa oraz śpiew), Pete Dodd (gitara oraz śpiew), John Roog (gitara) oraz Jon Podgorski (znany jako "Pod") grający na perkusji. Historia grupy rozpoczyna się w 1977 roku, gdy po przeprowadzce z Sheffield członkowie grupy osiedlili się w Londynie. Nie posiadając dostatecznych środków finansowych zamieszkali nielegalnie w opuszczonych budynkach. Na tej samej ulicy w identycznej sytuacji znalazła się Allanah Curie, która w niedalekiej przyszłości stanie się członkinią zespołu. 
Niebawem zespół opuścił Jon Podgorski. Jego miejsce na niespełna rok zajął Andrew Edge. Kolejne zmiany w zespole nastąpiły gdy dołączyło do niego trzech nowych członków. Byli to: Chris Bell nowy perkusista, Joe Leeway grający na kongach oraz instrumentach perkusyjnych a także Jane Shorter (saksofon). W tym składzie zespół nagrał swój pierwszy album A Product of ... (Participation). Currie, która uczestniczyła w nagraniach, nie należała jeszcze oficjalnie do zespołu.

## Pierwsze sukcesy
Już po nagraniu pierwszego album nastąpiły kolejne zmiany w składzie. Zespół opuściła saksofonistka Jane Shorter, a Currie stała się oficjalną członkinią zespołu. Dołączył do nich także nowy basista Matthew Seligman, były członek zespołów The Soft Boys oraz The Fallout Club. Dzięki temu Bailey mógł skupić się na śpiewie, a także rozpoczął grę na instrumentach klawiszowych. Drugim wokalistą wciąż pozostał Leeway, który zaśpiewał w kilku utworach.
Zespół podpisał kontrakt z wytwórnią Arista Records i nagrał nowy album zatytułowany Set. W nagraniach uczestniczył znany artysta Thomas Dolby, który zagrał na instrumentach klawiszowych, ze względu na niewielkie doświadczenie Baileya. Artysta ten wspomógł także zespół w kilku koncertach promujących album. Album zawiera singel "In the Name of Love", skomponowany i zaśpiewany przez Baileya, który stał się przebojem w klubach tanecznych w Stanach Zjednoczonych i wprowadził album na listę przebojów Billboard 200. W USA album został wydany pod nazwą singla In the Name of Love, aby ugruntować jego popularność.

## Trio
W kwietniu 1982 roku, już po sukcesie singla, menedżer zespołu namówił jego założycieli do redukcji jego członków. W ten sposób, nowa forma którą przyjął zespół to trio. W zespole pozostali tylko Bailey, Currie oraz Leeway. Czwórce byłych członków wręczono kwotę 500 funtów i pozwolono im zachować ich instrumenty. Pomimo to rozstanie przebiegło w przyjacielskiej atmosferze.
Trio udało się poza granice Wielkiej Brytanii, aby rozpocząć pracę nad nowymi utworami. Przebywali w Egipcie, a następnie udali się na wyspy Bahama, gdzie w Nassau w słynnym studio Compass i pod okiem nie mniej słynnego wówczas producenta Alexa Sadkina (znanego ze współpracy z Grace Jones), rozpoczęli nagrywanie kolejnych utworów.

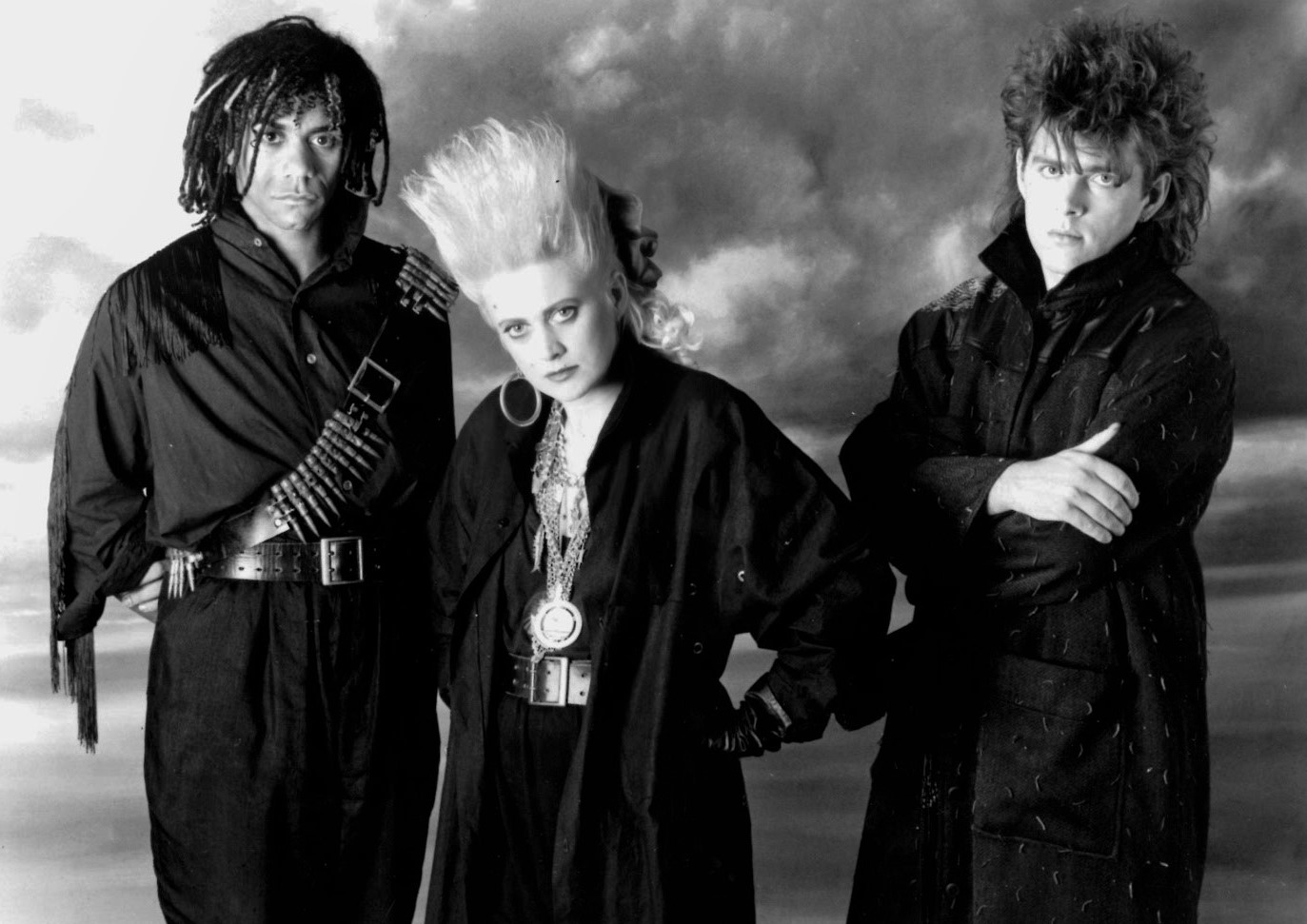
Thompson Twins (Joe Leeway, Alannah Currie i Tom Bailey) w 1985 roku

Pod koniec 1982 roku nowe nagrania były gotowe a pierwszy singel został zatytułowany Lies. Wydawnictwo to, zyskało ogromną popularność w Wielkiej Brytanii, dzięki czemu zespół odniósł pierwszy sukces w swoim rodzinnym kraju. Kolejne single z ich trzeciego albumu Quick Step and the Side Kick ugruntowały gwiazdorski status grupy. W 1983 roku grupa otwierała koncerty zespołu The Police, podczas ich trasy po Stanach Zjednoczonych. Już, w następnym, 1984 roku wydano singel Hold Me Now, który okazał się być największym osiągnięciem zespołu w trakcie ich kariery. Krążek dotarł odpowiednio do 3 oraz 4 miejsca na brytyjskiej i amerykańskiej liście przebojów. Sam utwór pochodził z nowej czwartej płyty zespołu Into the Gap. Płyta ta, została nagrana, także na Bahamach i także pod okiem tego samego producenta, tak samo jak poprzednie wydawnictwo. Sam album zyskał tytuł Złotej Płyty i łącznie osiągnął nakład niemalże 5 milionów egzemplarzy.
Podczas pracy nad kolejnym albumem poważne załamanie nerwowe dosięgnęło lidera i wokalistę zespołu Toma Baileya. Wytwórnia muzyczna, aby uratować malejące zyski, postanowiła wezwać do pomocy dla zespołu Nile'a Rodgersa. Dzięki jego pomocy udało się dokończyć kolejny album, wydany we wrześniu 1985 roku i noszącego tytuł Here's to Future Days. Wcześniej, w lipcu 1985 roku, grupa uczestniczyła w światowym koncercie Live Aid, podczas którego dołączyła do nich na scenie Madonna, która była ówcześnie na początku swojej kariery. Problemy zdrowotne Baileya powróciły i trzeba było odwołać całą serię koncertów w Wielkiej Brytanii. W ramach próby wynagrodzenia rozczarowania wszyscy którzy zakupili bilety na odwołane koncerty otrzymali darmowy album koncertowy zespołu. Dalszy ciąg trasy koncertowej przebiegł już bez większych problemów i koncerty w Stanach Zjednoczonych oraz Japonii zostały w całości wyprzedane.

## Duet
Kolejny, 1986 rok, przyniósł rozstanie z zespołem Leewaya. Pomimo tego, Bailey i Currie będący wtedy parą, postanowili kontynuować karierę już jako duet. W tym składzie zespół przetrwał kolejne siedem lat i wydał trzy albumy, które niestety coraz gorzej były sprzedawane. Były to Close to the Bone (1987), Big Thrash (1989), Queer (1991). W 1991 para artystów wstąpiła w związek małżeński, posiadając już wcześniej potomstwo z tego związku. W 1992 roku postanowili się przeprowadzić wraz z dwójką dzieci do Nowej Zelandii, gdzie nawiązali współpracę z inżynierem dźwięku Keithem Fernelyem. We troje stworzyli nowy zespół o nazwie Babble. Pod nazwą Babble wydano kolejne dwa albumy: The Stone (1993) i Ether (1996).
W roku 2001 pojawiła się na rynku płyta sygnowana nazwą International Observer a zatytułowany Seen. Był to debiutancki album już tylko samego Toma Baileya. Kolejny krążek wydany pod tą samą nazwą nosi tytuł All Played Out. Obydwie płyty zostały wydane tylko w Australii i Nowej Zelandii. W 2003 roku doszło do rozwodu artystów, i zarówno Bailey, jak i Currie postanowili powrócić do Wielkiej Brytanii.

## Dyskografia

### Albumy studyjne
| Rok  | Album                            | UK | USA | sprzedaż w UK | sprzedaż w USA | Dodatkowe informacje |
| ---- | -------------------------------- | -- | --- | ------------- | -------------- | --- |
| 1981 | A Product of ... (Participation) | —  | —   |               |                | Debiutancki album w Wielkiej Brytanii. |
| 1982 | Set                              | 48 | —   |               |                | Thomas Dolby uczestniczył w nagraniach trzech utworów; ostatni album w siedmioosobowym składzie: Tom Bailey, Chris Bell, Alannah Currie, Peter Dodd, Joe Leeway, John Roog oraz Matthew Seligman. |
| 1982 | In the Name of Love              | —  | 148 |               |                | Debiutancki album wydany w USA, zawierał osiem utworów z albumu Set oraz dwa z wcześniejszego A Product of ... (Participation).                                                                   |
| 1983 | Quick Step and Side Kick         | 2  | 34  | Platyna       |                | Pierwszy album wydany w trzyosobowym składzie: Tom Bailey, Alannah Currie oraz Joe Leeway. |
| 1984 | Into The Gap                     | 1  | 10  | 2xPlatyna     | Platyna        | |
| 1985 | Here's To Future Days            | 5  | 20  | Ż             | Gold           | |
| 1987 | Close To The Bone                | 90 | 76  |               |                | Pierwszy album wydany bez Joe Leewaya. |
| 1989 | Big Trash                        | —  | 143 |               |                | |
| 1991 | Queer                            | —  | —   |               |                | Ostatni album Thompson Twins przed zmianą nazwy na "Babble". |
| 1993 | The Stone                        | —  | —   |               |                | Debiutancki album pod nazwą "Babble" (w składzie tylko Tom Bailey & Alannah Currie) |
| 1996 | Ether                            | —  | —   |               |                | Ostatni album Babble. |
| 2001 | Seen                             | —  | —   |               |                | Debiut zespołu International Observer, niewydany w USA. Zespół International Observer to solowe przedsięwzięcie Tom Baileya.                                                                      |
| 2005 | All Played Out                   | —  | —   |               |                | Album International Observer, wydany jedynie w Australii oraz Nowej Zelandii. |

### Kompilacje
| Rok  | Album                                          | UK | USA | sprzedaż w UK | sprzedaż w USA | Dodatkowe informacje |
| ---- | ---------------------------------------------- | -- | --- | ------------- | -------------- | --- |
| 1988 | The Best of Thompson Twins: Greatest Mixes     | —  | 175 |               |                | Album z remiksami najlepszych utworów zespołu |
| 1990 | Thompson Twins - Greatest Hits                 | 23 | —   | Srebro        |                | |
| 2007 | Heard                                          | —  | —   |               |                | Album zespołu International Observer. Zawiera utwory z albumów Seen oraz All Played Out, a także nagrania koncertowe i nowy materiał. Ponieważ płyta All Played Out nie była wydana w Europie powyższe wydawnictwo ma ją zastąpić a także umożliwić zaistnienie zespołu w USA, gdzie wydanie tej płyty było rozważane. |
| 2007 | Love on Your Side - The Best of Thompson Twins | —  | —   |               |                | |

### Single
| Year | Song                           | UK singles | US Hot 100 | US Dance | Album                                      |
| ---- | ------------------------------ | ---------- | ---------- | -------- | ------------------------------------------ |
| 1979 | "Squares and Triangles"        | —          | —          | —        | —                                          |
| 1980 | "She's in Love with Mystery"   | —          | —          | —        | —                                          |
| 1981 | "Perfect Game"                 | —          | —          | —        | A Product of ... (Participation)           |
| 1981 | "Animal Laugh"                 | —          | —          | —        | A Product of ... (Participation)           |
| 1981 | "Make Believe"                 | —          | —          | —        | A Product of ... (Participation)           |
| 1982 | "In the Name of Love"          | —          | —          | 1        | Set                                        |
| 1982 | "Runaway"                      | —          | —          | —        | Set                                        |
| 1983 | "Lies" (Strona A)              | 67         | 30         | 1        | Quick Step and Side Kick / Side Kicks      |
| 1983 | → "Beach Culture" (Strona B)   | —          | —          | 1        | —                                          |
| 1983 | "Love on Your Side"            | 9          | 45         | 6        | Quick Step and Side Kick / Side Kicks      |
| 1983 | "We Are Detective"             | 7          | —          | —        | Quick Step and Side Kick / Side Kicks      |
| 1983 | "Watching"                     | 33         | —          | —        | Quick Step and Side Kick / Side Kicks      |
| 1984 | "Hold Me Now"                  | 4          | 3          | 1        | Into the Gap                               |
| 1984 | "Doctor! Doctor!"              | 3          | 11         | 18       | Into the Gap                               |
| 1984 | "You Take Me Up"               | 2          | 44         | —        | Into the Gap                               |
| 1984 | "Sister of Mercy"              | 11         | —          | —        | Into the Gap                               |
| 1984 | "The Gap"                      | —          | 69         | —        | Into the Gap                               |
| 1985 | "Lay Your Hands on Me"         | 13         | 6          | 46       | Here's To Future Days                      |
| 1985 | "Don't Mess with Doctor Dream" | 15         | —          | —        | Here's To Future Days                      |
| 1985 | "King for a Day"               | 22         | 8          | —        | Here's To Future Days                      |
| 1985 | "Revolution"                   | 56         | —          | —        | Here's To Future Days                      |
| 1986 | "Nothing in Common"            | —          | 54         | 38       | Nothing in Common - Original Soundtrack    |
| 1987 | "Get That Love"                | 66         | 31         | —        | Close to the Bone                          |
| 1987 | "Long Goodbye"                 | 89         | —          | —        | Close to the Bone                          |
| 1987 | "Bush Baby"                    | —          | —          | —        | Close to the Bone                          |
| 1988 | "In the Name of Love" '88      | 46         | —          | 1        | The Best of Thompson Twins: Greatest Mixes |
| 1989 | "Bombers in the Sky"           | —          | —          | —        | Big Trash                                  |
| 1989 | "Sugar Daddy"                  | 97         | 28         | —        | Big Trash                                  |
| 1991 | "Come Inside"                  | 56         | —          | 7        | Queer                                      |
| 1992 | "The Saint"                    | 53         | —          | —        | Queer                                      |
| 1992 | "Play with Me (Jane)"          | —          | —          | —        | Queer / Cool World Soundtrack              |
| 1992 | "Groove On"                    | —          | —          | —        | Queer                                      |

1. ↑  "Squares and Triangles" została pierwotnie wydana przez niezależną wytwórnię Dirty Discs a wznowiona w maju 1980.
2. ↑  "She's in Love with Mystery" została wydana pierwotnie w listopadzie 1980 przez niezależną wytwórnie Latent. Wydawnictwo uplasowało się na wysokiej pozycji na liście niezależnych wydawnictw w Wielkiej Brytanii.

### Soundtracki
- Pogromcy duchów (1984) - "In the Name of Love"
- Szesnaście świeczek (1984) - "If You Were Here"
- Odkrywcy (1985) - "Doctor Doctor"
- Być doskonałym (1985) - "Lay Your Hands On Me"
- Nic ich nie łączy (1986) - "Nothing in Common"
- Gremlins 2: Nowe pokolenie (1990) - "Bombers In The Sky"
- Wspaniały świat (1992) - "Play With Me" oraz "Industry And Seduction" (Tom Bailey)
- Od wesela do wesela (1997) - "Hold Me Now"
- To nie jest kolejna komedia dla kretynów (2001) - "If You Were Here"
- 50 pierwszych randek (2004) - "Hold Me Now" (w wykonaniu Wayne Wonder)
- Sky High (2005) - "Lies"